# WTA Finals 2019 - Singolare
Elina Svitolina era la detentrice del titolo ma è stata sconfitta in finale da Ashleigh Barty con il punteggio di 6–4, 6–3.

## Giocatrici
1. Ashleigh Barty (campionessa)
2. Karolína Plíšková (semifinale)
3. Naomi Ōsaka (round robin, ritirata)
4. Bianca Andreescu  (round robin, ritirata)

1. Simona Halep (round robin)
2. Petra Kvitová (round robin)
3. Belinda Bencic (semifinale, ritirata)
4. Elina Svitolina (finale)

### Riserve
1. Kiki Bertens (sostituisce Ōsaka infortunata, round robin)

1. Sofia Kenin (sostituisce Andreescu infortunata, round robin)

## Tabellone

### Legenda
| - Q = Qualificato - WC = Wild card - LL = Lucky loser | - ALT = Alternate - SE = Special Exempt - PR = Protected Ranking | - w/o = Walkover - r = Ritirato - d = Squalificato |

### Fase finale
|  | Semifinali | Semifinali        | Semifinali | Semifinali | Semifinali |  |  | Finale | Finale          | Finale          | Finale | Finale |  |
|  |            |                   |            |            |            |  |  |        |                 |                 |        |        |  |
|  | 1          | Ashleigh Barty    | 4          | 6          | 6          |  |  |        |                 |                 |        |        |  |
|  | 2          | Karolína Plíšková | 6          | 2          | 3          |  |  | 1      | Ashleigh Barty  | Ashleigh Barty  | 6      | 6      |  |
|  | 7          | Belinda Bencic    | 7          | 3          | 1r         |  |  | 8      | Elina Svitolina | Elina Svitolina | 4      | 3      |  |
|  | 8          | Elina Svitolina   | 5          | 6          | 4          |  |  |        |                 |                 |        |        |  |

### Gruppo Rosso
|     |                          | Barty                      | Ōsaka Bertens               | Kvitová                     | Bencic                     | RR V-P               | Set V-P             | Game V-P                | Classifica |
| 1   | Ashleigh Barty           |                            | 6–3, 3–6, 4–6 (w/ Bertens)  | 6–4, 6–2                    | 5–7, 6–1, 6–2              | 2–1 (67%)            | 5–3 (63%)           | 42–31 (58%)             | 1          |
| 3 9 | Naomi Ōsaka Kiki Bertens | 3–6, 6–3, 6–4 (w/ Bertens) |                             | 7–6(1), 4–6, 6–4 (w/ Ōsaka) | 5–7, 0–1 Rit. (w/ Bertens) | 1-0 (100%) 1-1 (50%) | 2-1 (67%) 2-3 (40%) | 17-16 (52%) 15-13 (54%) | X 3        |
| 6   | Petra Kvitová            | 4–6, 2–6                   | 6(1)–7, 6–4, 4–6 (w/ Ōsaka) |                             | 3–6, 6–1, 4–6              | 0-3 (0%)             | 2-6 (25%)           | 35-42 (46%)             | 4          |
| 7   | Belinda Bencic           | 7–5, 1–6, 2–6              | 7–5, 1–0 Rit. (w/ Bertens)  | 6–3, 1–6, 6–4               |                            | 2–1 (67%)            | 5–3 (63%)           | 23–30 (43%)             | 2          |

 N.B: Naomi Ōsaka ha vinto il match contro Petra Kvitová (7-6(1) 4-6 6-4) prima di ritirarsi per un infortunio. In caso di parità la tennista che la sostituirà (Kiki Bertens) sarà penalizzata per avere giocato una partita in meno. Il ritiro di Bertens contro Belinda Bencic viene considerato come una sconfitta in due set, secondo le regole WTA 
La classifica viene stilata in base ai seguenti criteri: 1) Numero di vittorie; 2) Numero di partite giocate; 3) Scontri diretti (in caso di due giocatori pari merito); 4) Percentuale di set vinti o di game vinti (in caso di tre giocatori pari merito); 5) Decisione della commissione

### Gruppo Viola
|      |                              | Plíšková                 | Andreescu Kenin                 | Halep                           | Svitolina               | RR V-P            | Set V-P            | Game V-P                | Classifica |
| 2    | Karolína Plíšková            |                          | 6–3, Rit. (w/ Andreescu)        | 6–0, 2–6, 6–4                   | 6(12)–7, 4–6            | 2-1 (67%)         | 4–3 (57%)          | 24–23 (51%)             | 2          |
| 4 10 | Bianca Andreescu Sofia Kenin | 3–6, Rit. (w/ Andreescu) |                                 | 6–3, 6(6)–7, 3–6 (w/ Andreescu) | 5-7, 6(10)-7 (w/ Kenin) | 0-2 (0%) 0-1 (0%) | 1-4 (20%) 0-2 (0%) | 18-22 (45%) 11-14 (44%) | X 4        |
| 5    | Simona Halep                 | 0–6, 6–2, 4–6            | 3–6, 7–6(6), 6–3 (w/ Andreescu) |                                 | 5–7, 3–6                | 1-2 (33%)         | 3-5 (37%)          | 34-42 (45%)             | 3          |
| 8    | Elina Svitolina              | 7–6(12), 6–4             | 7-5, 7-6(10) (w/ Kenin)         | 7–5, 6–3                        |                         | 3-0 (100%)        | 6–0 (100%)         | 40–29 (58%)             | 1          |

 N.B: Bianca Andreescu si è ritirata dopo la seconda giornata di round robin. In caso di parità la tennista che la sostituirà (Sofia Kenin) sarà penalizzata per avere giocato due partite in meno. Il ritiro di Bianca Andreescu contro Karolína Plíšková viene considerato come una sconfitta in due set, secondo le regole WTA 
La classifica viene stilata in base ai seguenti criteri: 1) Numero di vittorie; 2) Numero di partite giocate; 3) Scontri diretti (in caso di due giocatori pari merito); 4) Percentuale di set vinti o di game vinti (in caso di tre giocatori pari merito); 5) Decisione della commissione